# SAP BW/4HANA
SAP BW/4HANA（エスエイピー・ビー・ダブリュ・フォー・ハナ）はドイツのソフトウェア企業SAP社のデータウェアハウス（DWH）ソフトウェアである。

## 概要
SAP BW/4HANAはSAP社のデータウェアハウスソフトウェアのラインナップである「SAP Business Warehouse」の後継製品であり、2016年にリリースされた。データ処理基盤として同社のインメモリーデータベース「SAP HANA」を採用しており、従来のハードディスクを用いたデータウェアハウスと比べて大幅に処理速度が向上していることが特徴である。
SAP HANAもDWHエンジンを搭載しており、データウェアハウスとして利用することも可能であるが、SAP BW/4HANAはより大量のデータを処理することに適しており、SAP HANAで日次や週次のレポートなどの短期間におけるデータ分析に用い、SAP BW/4HANAを年次レポートやより長期間に渡るデータの分析に利用するなどの棲み分けされることが多い。

## 特徴
SAP BW/4HANAの最大の特徴は、SAP HANAを専用のデータ処理基盤として採用していることである。従来のSAP Business WarehouseでもSAP HANA上で利用できるが、SAP BW/4HANAはSAP HANA上で利用することに特化してプログラムが刷新されているためSAP HANAと親和性が高まっており、より高速に大量のデータを処理できる。
データ構造がシンプル化されており、データの冗長性が極力排除されたデータモデルを設計できる。 また、SQLを用いた操作に対応しており、従来製品から開発者向けの利便性も高められている。 更に、IoT（モノのインターネット）から転送された時系列のデータをリアルタイムに処理することを念頭において設計されており、データの利用頻度に応じてホット、ウォーム、コールドにデータを分類して効率的にメモリ空間を利用する機構も採用されている。
これらの内部構造の改善に加えて、ユーザーインターフェースも刷新されて操作性の向上も図られている。
SAP BW/4HANAはクラウド環境で利用することができ、SAPのパブリッククラウド環境であるSAP HANA Enterprise Cloud（HEC）上で利用できるほか、Amazon Web Service（AWS）上でも稼働させることができる。